# Rue du Figuier
Rue du Figuier je ulice v Paříži v historické čtvrti Marais. Nachází se ve 4. obvodu.

## Poloha
Ulice vede od křižovatky s Rue Charlemagne a končí na křižovatce s Rue  du Fauconnier a Rue de l'Hôtel-de-Ville, kde na ni navazuje Rue de l'Ave-Maria.

## Historie
Původ názvu (Fíkovníková ulice) odkazuje na strom. Ulice nesla jméno Rue du Figuier již v roce 1300. V Le Dit des rues de Paris je ulice citována pod názvem Rue du Figuier. Fíkovník zde rostl na křižovatce s ulicemi Rue du Fauconnier, Rue de la Mortellerie a Rue des Barrés. Podle legendy jej nechala pokácet francouzská královna Markéta z Valois, neboť rostl před bránou jejího paláce a znemožňoval jízdu kočárem. 
Ministerská vyhláška ze 31. července 1798 stanovila šířku ulice na sedm metrů, ta byla posléze královským výnosem ze 4. srpna 1838 zvětšena na 11 metrů.

## Zajímavé objekty
- dům č. 1: Hôtel de Sens